# Nele Neuhaus
Cornelia "Nele" Neuhaus (20 de junio de 1967, Münster, Westfalen) es una escritora alemana conocida por sus novelas policíacas, las cuales transcurren en su mayor parte en la región de Taunus (Alemania, entre los estados de Renania-Palatinado y Hesse).

## Biografía
Nele Neuhaus (apellido de soltera, Löwenberg) nació en 1967 como segunda hija de una familia de cuatro hermanos. Creció en Paderborn hasta que a la edad de 11 años se mudó con su familia a la región del Taunus cuando su padre, Bernward Löwenberg, fue nombrado miembro del parlamento local del Main-Taunus-Kreises. Desde pequeña, Nele Neuhaus desarrolló una afición por la escritura, primero a mano en los cuadernos de la escuela y más tarde a máquina y ordenador.
Después de la secundaria, Nele estudió derecho y filología alemana aunque terminó dejando la carrera después de unos pocos semestres.

## Obra
En el año 2005 Nele Neuhaus publica su primer libro, el thriller Unter Haien, con la editorial Monsenstein und Vannerdat con la metodología Book-on-Demand. Se trata de la historia de una inversora de banca alemana en Nueva York. Las buenas críticas recibidas, así como las entusiastas reacciones de sus lectores le llevaron a escribir un segundo libro. En la novela policíaca Eine unbeliebte Frau volvió a utilizar la misma técnica de autoedición que en su primer libro. En 2008 la publicación de Amigos hasta la muerte, la segunda novela con el dúo de detectives Oliver von Bodenstein y Pia Kirchhoff, atrajo a la editorial Ullstein quien le ofreció un contrato a Nele a cambio de poder publicar sus novelas policíacas. En septiembre de 2009 escribió Tiefe Wunden, la tercera entrega de la saga de detectives. Este libro alcanzó en dos semanas la lista de superventas en Alemania. 
En junio de 2010 salió a la luz la cuarta entrega de la saga Bodenstein y Kirchhoff bajo el título Blancanieves debe morir, y continuó con la línea exitosa de los anteriores libros. Con la nueva novela consiguió un éxito rotundo alcanzando en poco tiempo en Amazon el rango de ventas 2-4 en la categoría de “Crimen y Suspense” en Alemania. 
Asimismo, estas novelas policíacas han alcanzado unas ventas en torno a los 660.000 ejemplares y han sido traducidas a 14 idiomas. 
Nele Neuhaus es miembro del sindicato alemán de autores de novelas policiacas “Das Syndikat”.

### Novelas
- Unter Haien. Monsenstein und Vannerdat, Münster 2005; überarbeitete Neuauflage: Prospero, Münster 2009, ISBN 978-3-941688-04-9[2]

De la colección Bodenstein & Kirchhoff
- Eine unbeliebte Frau. Monsenstein und Vannerdat, Münster 2006; List, Berlín 2009, ISBN 978-3-548-60887-7.
- Mordsfreunde. Monsenstein und Vannerdat, Münster 2007; List, Berlín 2009, ISBN 978-3-548-60886-0.
- Tiefe Wunden. List, Berlín 2009, ISBN 978-3-548-60902-7.
- Schneewittchen muss sterben. List, Berlín 2010, ISBN 978-3-548-60982-9.
- Wer Wind sät. Ullstein, Berlín 2011; Neuausgabe ebd. 2012, ISBN 978-3-548-28467-5.
- Böser Wolf. Ullstein, Berlín 2012, ISBN 978-3-550-08016-6

### Literatura juvenil
- Das Pferd aus Frankreich. Monsenstein und Vannerdat, Münster 2007, ISBN 978-3-86582-440-0.
- Elena – ein Leben für Pferde. Band 1: Gegen alle Hindernisse. Planet Girl, Stuttgart 2011, ISBN 978-3-522-50236-8.
- Elena – ein Leben für Pferde. Band 2: Sommer der Entscheidung. Planet Girl, Stuttgart 2011, ISBN 978-3-522-50237-5.
- Charlottes Traumpferd. Planet Girl, Stuttgart 2012, ISBN 978-3-522-50253-5

### Audiolibros (selección)
- Schneewittchen muss sterben (acortado), leído por Julia Nachtmann. 5 Audio-CDs. Hörbuch Hamburg, 2011, ISBN 978-3-86909-061-0
- Tiefe Wunden (acortado), leído por Julia Nachtmann. 5 Audio-CDs. Hörbuch Hamburg, 2011, ISBN 978-3-86909-062-7
- Wer Wind sät (acortado), leído por Julia Nachtmann. 6 Audio-CDs. Hörbuch Hamburg, 2011, ISBN 978-3-89903-054-9

## Adaptaciones cinematográficas
A lo largo de 2013 se espera que la ZDF lance dos películas de esta autora: “Blancanieves debe morir” y “Eine unbeliebte Frau”, cuyos trabajos de rodaje empezaron ya a mediados de 2012. Los papeles protagonistas estarán a cargo de Felicitas Woll y Tim Bergman.